# Jan Wierix

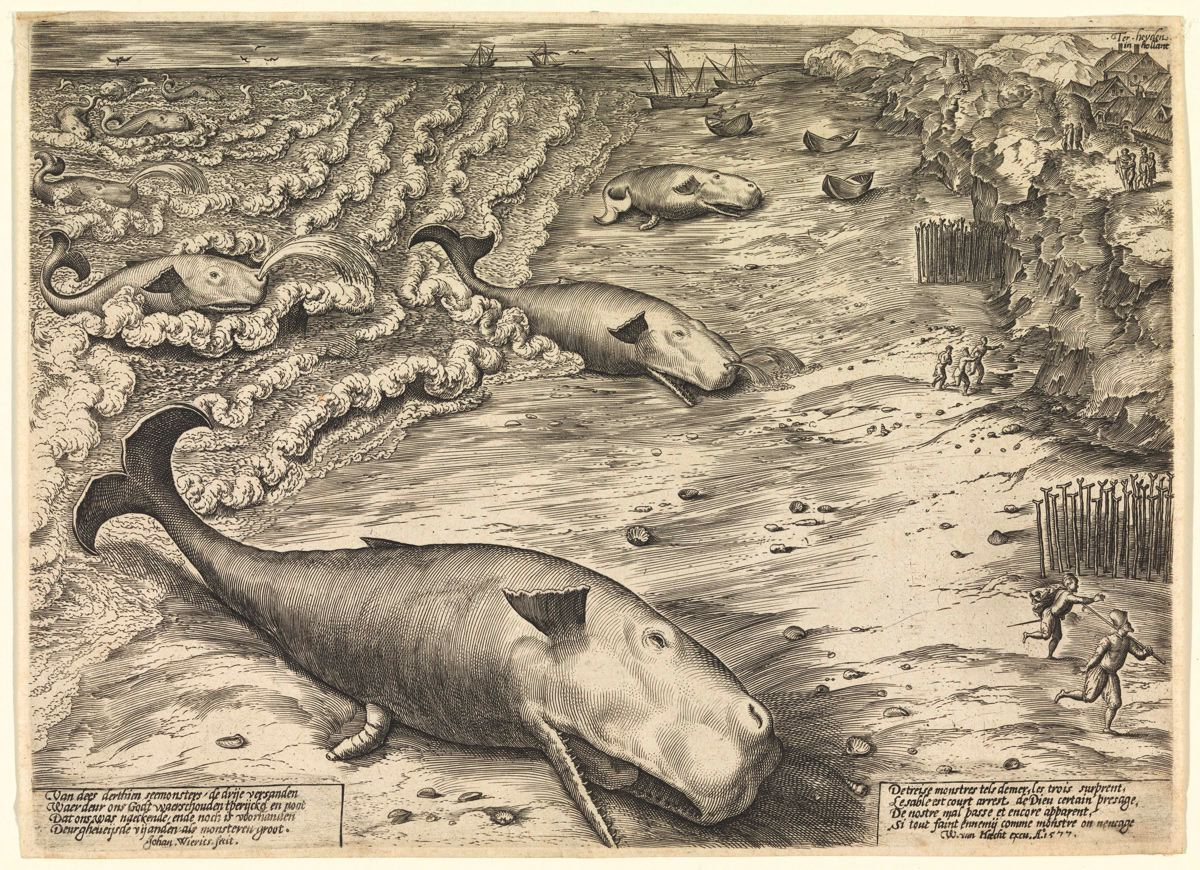
Drie gestrande walvissen, 1577

Johannes (Jan) (Hans) Wierix (Antwerpen, 1549 – Brussel, ca. 1620) was een Zuid-Nederlands graveur, tekenaar en uitgever. Hij schiep een divers en verfijnd oeuvre, zowel eigen ontwerpen als gravures naar binnen- en buitenlandse kunstenaars. Zijn pentekeningen in miniatuur werden sterk gewaardeerd. Samen met zijn familie speelde hij een belangrijke rol in de verspreiding van de Nederlandse kunst over Europa.

## Leven
Wierix werd geboren in Antwerpen. Zijn vader Anton Wierix I (c. 1520/25–c. 1572) was in 1545-46 toegelaten tot de Antwerpse Sint-Lucasgilde maar is bij andere gelegenheden aangeduid als meubelmaker. Hij wordt niet gezien als de leermeester van Jan of van zijn broers Hieronymous en Anton II. Waarschijnlijk kregen Jan en Hieronymus hun opleiding bij een goudsmid en werd hun jongere broer Anton II onderricht door een van hen (wellicht Jan). Bij de Val van Antwerpen in 1585 was de familie opgegeven als luthers, maar ze maakten geen gebruik van de vrije aftocht en lijken zich weldra terug tot het katholicisme te hebben bekeerd.

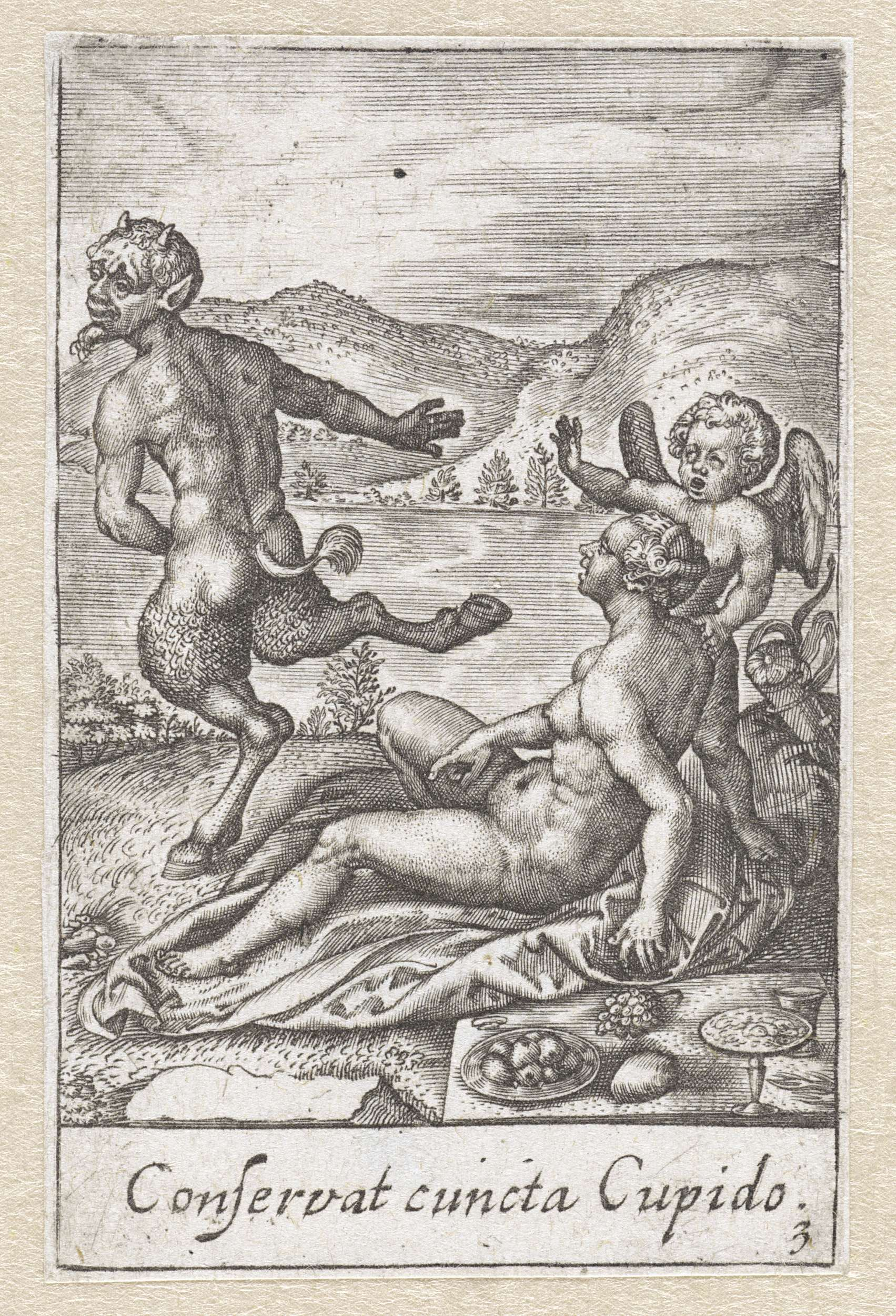
Triomf van de deugd over de lust

In het begin van zijn carrière werkte Jan Wierix als graveur in Antwerpen, reproducties makend van Dürer en andere kunstenaars. In 1569 nam Christoffel Plantijn hem in dienst. De drie gebroeders Wierix verwierven zich een reputatie van losbandigheid, zoals blijkt in een brief uit 1587 van Plantijn aan de jezuïet Ferdinand Ximenes, waarin hij zich erover beklaagde dat wie een beroep wilde doen op de broers zich genoodzaakt zag hen te gaan zoeken in kroegen, hun schulden te betalen en hun verpande instrumenten terug te halen. Hij schreef ook dat de broeders na een paar dagen werken toch weer op schok gingen.
Niettemin werd Jan Wierix een meester-graveur, toegelaten tot de Sint-Lucasgilde in 1572-73. Hij trouwde in 1576 met Elisabeth Bloemsteen, met wie hij drie kinderen zou krijgen, al liet hij haar aanvankelijk achter om van 1577 tot 1579 in Delft te gaan wonen. Daar maakte hij zijn beroemde prent van gestrande potvissen in Ter Heyde. Hij kreeg er ook opdrachten van vooraanstaande burgers voor het vervaardigen van kleine ovalen portretten.
Bij zijn terugkeer naar Antwerpen begon Wierix naast Plantijn ook voor andere uitgevers te werken, zoals Hans Liefrinck, Jan-Baptist Vrients, Philip Galle, Gerard de Jode, Willem en Godevaard van Haecht en Volcxken Dierix. Daarenboven verzorgde hij ook regelmatig zelf de publicatie van zijn werk. Jan Wierix was zo sterk gevraagd dat hij prijzen kon stellen die Plantijn niet altijd kon of wilde betalen.

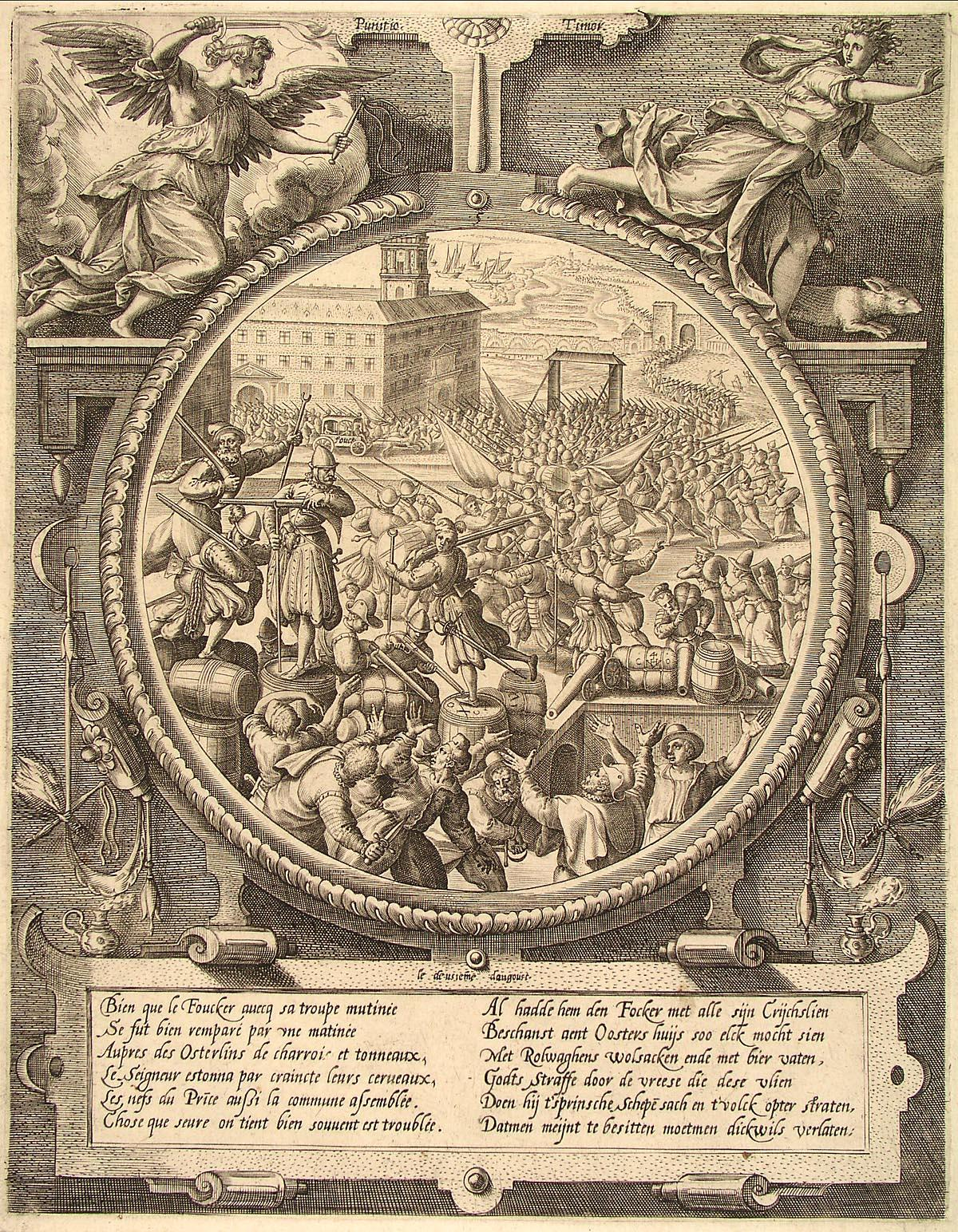
Terugtrekking van de Duitsers

Op zeker ogenblik verhuisde Wierix van Antwerpen naar Brussel. Zijn laatste archivalische spoor in de Scheldestad dateert van 1594. Mogelijk was hij er in 1601 al vertrokken, want in dat jaar liet hij verstek gaan voor een Antwerpse verdeling van familiebezit, maar zekerheid van zijn aanwezigheid in de hoofdstad is er pas voor het jaar 1612. In Brussel werkte hij voor het hof van aartshertog Ernst van Oostenrijk.

## Werk
Niettegenstaande de berichten over zijn ongeregelde leven was Jan Wierix een uiterst productief kunstenaar. Hij ontwierp, tekende en graveerde op drukplaten, zilver en ivoor. Een deel van zijn werk is verkeerdelijk toegeschreven aan zijn broer Hieronymous omdat hij soms signeerde met het monogram IHW of HW, waarin de H staat voor Hans (alternatief voor Jan). Andere signaturen zijn I.W.F., I.H.W.F., IOHAN. WIERICX en IOHANNES WIRICX.

### Grafisch werk
Wierix werkte mee aan enkele van de grote 16e-eeuwse publicaties. Hij kreeg opdrachten van de jezuïeten en andere militante ordes uit de Contrareformatie om de katholieke herovering van de Spaanse Nederlanden via propaganda gestalte te geven. Voorts nam hij een groot deel op zich van de beroemde portretgalerij Pictorum aliquot celebrium Germaniae Inferioris effigies, verschenen in 1572.

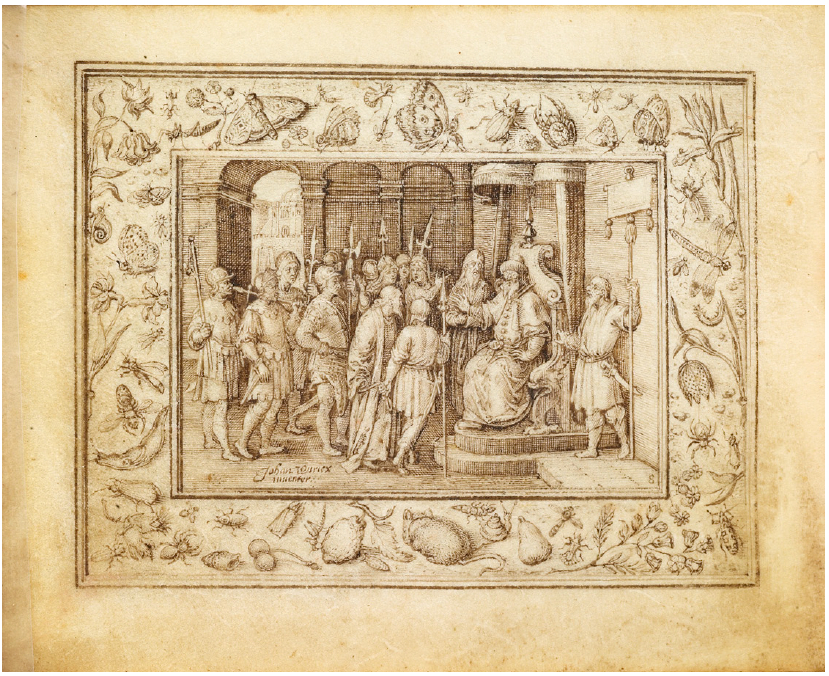
Christus voor Pilatus (passiecyclus)

Behalve eigen composities graveerde Wierix ook tekeningen van Frans Floris, Gillis Mostaert en Crispin van den Broeck. Met Maerten de Vos, nog zo'n productief kunstenaar, werkte hij ook dikwijls samen.

### Tekeningen
Er zijn zo'n 250 gesigneerde of toegeschreven tekeningen van Jan Wierix bewaard, meestal in albums of als losse vellen. Daaronder zijn verschillende bijbelse reeksen, zoals drie rond Genesis en vijf rond het Passieverhaal. Zijn virtuoze tekeningen werden in zijn tijd verzameld en bewonderd om de fijne details en het delicate vakmanschap.
Occasioneel werkte hij in zilverstift. Slechts een zo'n werk is gesigneerd, het gespiegelde portret van Hieronymous Beck, wat het vermoeden doet rijzen dat hij wel meer ontwerpen voor gravures uitvoerde in zilverstift.

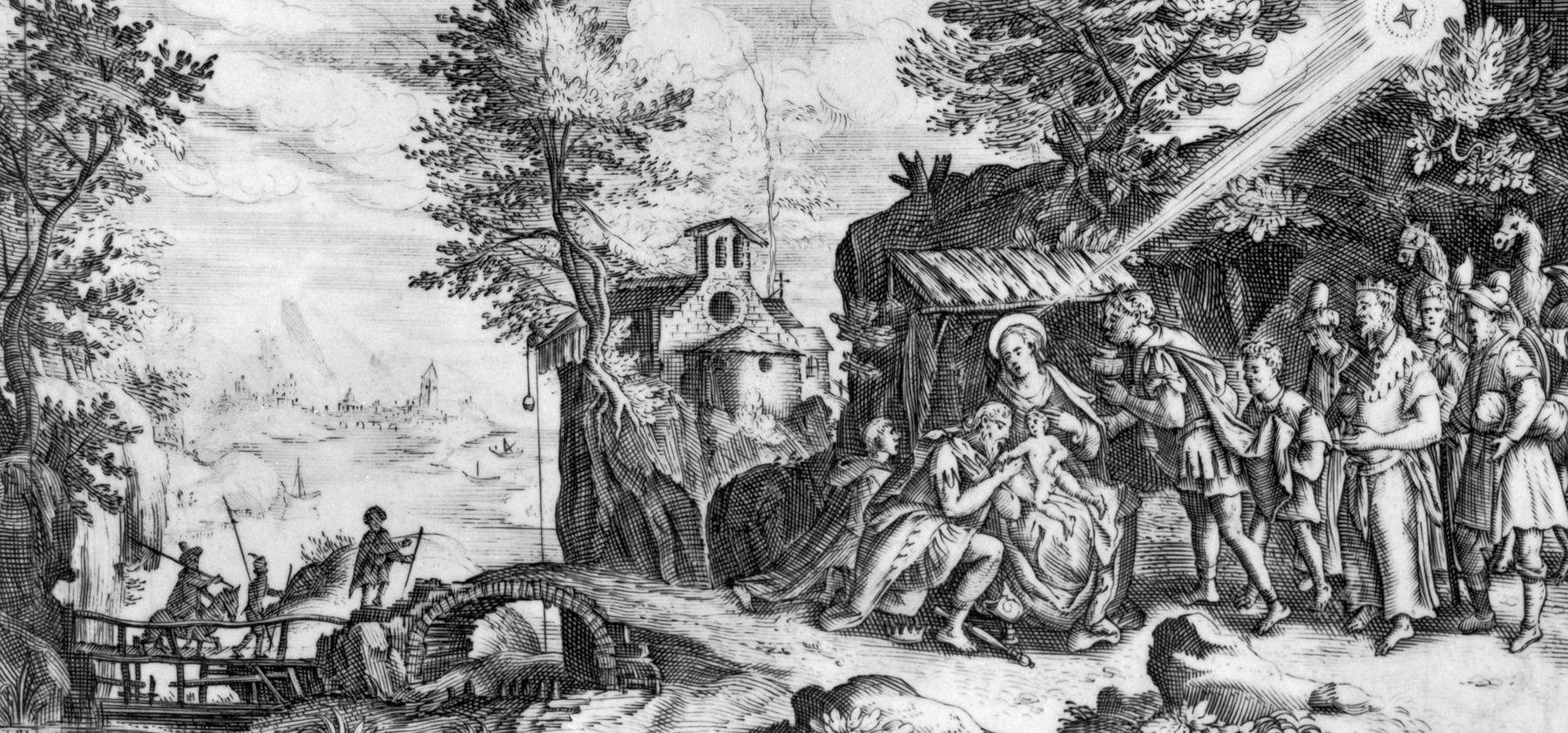
Aanbidding door de koningen (gravure op ivoor, ca. 1590-1600, Walters Art Museum)

Tijdens zijn verblijf in Brussel maakte Wierix pentekeningen in miniatuur, meestal gedateerd rond 1607-08. Ze geven blijk van een meticuleuze techniek, met punten en kruisarceringen zoals in gravures.
In het Walters Art Museum wordt een ingebonden volume bewaard (w.722, fol. 6r) met dergelijk werk. Vooral in de natuurgetrouwe fauna en flora in de marges, overgenomen in miniatuur uit de Archetypa studiaque patris van Joris Hoefnagel, kon Wierix zijn meesterschap kwijt.

### Gravures op zilver en ivoor
Johannes Wierix graveerde op edelmetaal en ivoor. Dit werk was bestemd om te worden ingezet in kleine kabinetten, maar werd soms ook ingekaderd als zelfstandig kunstwerk.